# Systaria cervina
Systaria cervina är en spindelart som först beskrevs av Simon 1897.  Systaria cervina ingår i släktet Systaria och familjen sporrspindlar.
Artens utbredningsområde är Filippinerna. Inga underarter finns listade i Catalogue of Life.